# Прапор Рафалівки
Прапор Рафалівки — офіційний символ смт Рафалівка Володимирецького району Рівненської області. Затверджений рішенням сесії Рафалівської селищної ради від 29 червня 2000 року.

## Опис
Квадратне полотнище, розділене двома лініями, що проходять на відстані 1/3 ширини прапора від верхнього краю та від древка, на 4 поля; у верхньому від древка червоному полі два білі перехрещені залізничні костилі, у нижньому з вільного краю крижі — повернута до древка жовта голова лося, два інші поля жовті.

## Зміст
Лось відображає особливості місцевої фауни, а залізничні костилі — основну галузь, що сприяла виникненню та розвитку поселення.

## Автори
Автори — А. Б. Гречило та Ю. П. Терлецький.